# Nicolò Buratti
Nicolò Buratti (Udine, 7 luglio 2001) è un ciclista su strada italiano che corre per il team Bahrain Victorious. Professionista dall'aprile 2023, quando ha preso il posto in squadra di Heinrich Haussler, ritiratosi a stagione in corso a causa di problemi cardiaci.

## Palmarès
- 2018 (Juniores)[1]

Volkermarkter Radsporttage
- 2020 (Pedale Scaligero, una vittoria)[2]

Trofeo Città di Sant'Egidio - Campionato Abruzzese
- 2022 (Cycling Team Friuli, nove vittorie)[3]

Gran Premio La Torre
Prologo Carpathian Couriers Race (Budapest > Budapest, cronometro)
Gran Premio Lari Città delle Ciliegie
Gran Premio Sportivi di Poggiana
Gran Premio Capodarco
Gran Premio Colli Rovescalesi
4ª tappa Giro della Regione Friuli Venezia Giulia (Trieste > Udine)
Targa Crocifisso
Gran Premio Ezio Del Rosso
- 2023 (Bahrain Victorious, una vittoria)

2ª tappa Kreiz Breizh Elites (Calanhel > Priziac)

### Altri successi
- 2022 (Cycling Team Friuli)

1ª tappa Giro della Regione Friuli Venezia Giulia (Lavariano > Lavariano, cronosquadre)
Classifica a punti Giro della Regione Friuli Venezia Giulia

## Piazzamenti

### Classiche monumento
- Milano-Sanremo

2024: 120º
- Giro di Lombardia

2023: 82º

### Competizioni mondiali
- Campionati del mondo

Wollongong 2022 - In linea Under-23: 23º
Glasgow 2023 - In linea Under-23: 39º

### Competizioni continentali
- Campionati europei

Anadia 2022 - In linea Under-23: 7º

## Riconoscimenti
- Oscar TuttoBici - categoria under 23 nel 2022[4]
- Prestigio Bicisport nel 2022[5]